# Namerikawa
Namerikawa (滑川市, Namerikawa-shi) est une ville située dans la préfecture de Toyama, au Japon.

## Géographie

### Situation
Namerikawa se trouve dans le nord-est de la préfecture de Toyama, au bord de la baie de Toyama (mer du Japon).

### Démographie
En janvier 2021, la population de Namerikawa était de 33 099 habitants, répartis sur une superficie de 54,63 km2.

### Géologie et relief
La ville s’étend sur un cône alluvial compris entre les fleuves Hayatsuki et Kamiichi et dominé par les monts Hida.

## Histoire
Le bourg de Namerikawa a été créé le 1er avril 1889. Il a acquis le statut de ville en 1954.

## Transports
Namerikawa est desservie par les lignes Ainokaze Toyama Railway et Toyama Chihō Railway.

## Jumelages
Namerikawa est jumelée avec :
- Komoro (Japon) depuis 1974
- Toyokoro (Japon) depuis 1984
- Nasushiobara (Japon) depuis 1996
- Schaumburg (États-Unis) depuis 1997